# Гідроніми стародавньої Європи
Гідроніми стародавньої Європи (нім. alteuropäisch за Гансом Крае) — найдавніші (імовірно докельтські та догерманські) назви річок і водойм у Центральній та Західній Європі. Термін «Стародавня Європа» у цьому сенсі запровадив Ганс Крае у своїй праці 1964 року  Крае вважав, що згадані гідроніми виникли у період бронзової доби, 2 тисячоліття до н. е. Відкритим залишається питання про індоєвропейське або інше походження цих гідронімів.
Крае виявив, що спільне коріння в «давньоєвропейських» назвах річок зустрічається в регіоні Балтійського моря, на півдні Скандинавії, в Центральній Європі, Франції, на Британських островах, Іберійському і Апеннінському півостровах. На цих землях пізніше проживали носії «кентумних» індоєвропейських мов (див. статтю Ізоглоса кентум-сатем)  — кельтських, італійських, німецьких, балтійських і іллірійської. Винятком є Балкани, Греція та Східна Європа.
Згодом теорію Ганса Крае підтримав Тео Феннеманн.

## Приклади

### Корінь-Dur-
«Dur», докельтский корінь, що означає «вода» або «ріка» .
- Адур (Франція),
- Даура, графство Кент, лат. Dubris (Велика Британія)
- Дор (річка) (Франція),
- Дорон (Франція),
- Дордонь <Durānius (Франція),
- Дуеро (Португалія, Іспанія),
- Дрон (Франція),
- Дро Dropt <лат. Drotius (Франція),
- Драв, а також, можливо, Драк (Франція),
- Драва (Італія, Австрія, Словенія, Хорватія, Угорщина)
- Драва (Польща) (Польща),
- Дюранс (Франція),
- Дюренк Durenque, притока річки Агу Agout (Франція)
- Едер, притока річки Фульда (Німеччина)
- Одер (Німеччина, Польща)

### Корінь-Izara
Iz, лігурійський або докельтський корінь, що означає «долина річки» та -ara зі значенням «вода».
- Ізар (Мюнхен, Німеччина)
- Ібар (Сербія і Чорногорія)
- Ебро (Іспанія, римська назва Ібер)
- Істра (сучасна назва Дунай)
- Ізер (франко-бельгійська річка)
- Уаза (римська назва Isara)
- Уз (Велика Британія)
- Ізер (Франція)
- Ейссел (Нідерланди)
- Везер (Франція)
- Зезере (Португалія)
- Везер (Німеччина)
- Вездре (Бельгія)
- Верра (Німеччина)
- Веар (Велика Британія)
- Віс (Франція)
- Вісла (Польща)

### Інші приклади
- * El-/* ol-: Альмар, Альмонте, Аленса, Альмерія
- * Ser-/* sor-: харама, Харамільйо, Сарра, Сорбес, Саар
- * Sal-: Селья, Галонен, Саламанка, Халіма (річка на кордоні між регіонами Касерес, Саламанка та Португалією)
- * Albh-: Альба, Ельба
- Суфікс -antia: Алесантія і сучасні гідроніми Арансуело, Арланса та Арлансон.